# برزخ (فیلم ۲۰۲۳)
برزخ (به انگلیسی: Limbo) فیلمی محصول سال ۲۰۲۳ و به کارگردانی ایوان سن است. در این فیلم بازیگرانی همچون سایمون بیکر، راب کالینز، ناتاشا وانگانین و نیکلاس هوپ ایفای نقش کرده‌اند.